# 39th Street Theatre
Le 39th Street Theater, appelé au début Nazimova's 39th Street Theatre était un théâtre de Broadway ouvert en 1910 et fermé en 1926. D'une capacité de 699 places, il était situé au 199 de la 39e Rue ouest à Manhattan, New York, il était nommé en l'honneur de l'actrice Alla Nazimova (1879-1945),.
L'architecte William Albert Swasey (en) le conçoit sur une commande des frères Shubert qui gèrent à l'époque une part importante des théâtres à New York et dans tout le pays. Le théâtre est dédié au départ à Alla Nazimova, mais celle-ci rompt le contrat au bout d'un an, l'établissement est alors rebaptisé 39th Street Theatre. S'y produiront par la suite divers artistes de renom, dont Frank Craven, H. B. Warner, Annie Russell (en), Douglas Fairbanks, et John Barrymore. En 1926, les Shubert revendent le théâtre, dont la taille est trop petite pour générer des bénéfices, pour privilégier la gestion de salles mieux situées. L'acquéreur rase le théâtre et un immeuble de bureaux de 20 étages est construit sur le site.